# Francesco Caruso Cardelli
Francesco Caruso Cardelli (Roma, 25 aprile 1958) è un doppiatore e direttore del doppiaggio italiano, raramente menzionato come Francesco Caruso.

## Biografia
Figlio degli attori Pino Caruso e Marilisa Ferzetti, nonché nipote da parte materna dell'attore Gabriele Ferzetti, ha debuttato in TV come protagonista dello sceneggiato della Rai Il figlio perduto, con Lino Troisi e Franca Nuti. È stato personaggio fisso nella serie in 6 puntate del 1986 Professione vacanze nel ruolo di Eddie, animatore di un villaggio turistico gestito dal "capovillaggio" Jerry Calà.
Lavora come doppiatore dal 1982 e ha fatto parte fino al 2007 dell'ANAD, acronimo dell'Associazione Nazionale Attori Doppiatori.

## Doppiaggio

### Cinema
- George Clooney in Giovani iene
- Timothy Hutton in Un amore, una vita
- John Candy in Wagons East!
- Robert Patrick in Decoy
- Ned Beatty in Capitan America
- Bradley Whitford in Tutto quella notte
- Bruce Campbell in Tramonto
- Greg Germann ne Il ritorno dei ragazzi vincenti
- Jean-Claude Van Damme in Kickboxers - Vendetta personale
- David Wenham in Nemico pubblico - Public Enemies
- Eric Stoltz in Fluke
- John Laughlin in Il tagliaerbe
- Billy Zane in Gli strangolatori della collina
- Jan Unger in I fratelli Grimm e l'incantevole strega
- Chris Larkin in Master & Commander - Sfida ai confini del mare
- Russ Widdall in My One and Only (ridoppiaggio)
- Mark Haddigan in La carica dei 101 - Questa volta la magia è vera

### Televisione
- Jason Priestley in Jeremiah
- Denji Red in Denshi sentai Denziman
- Aroldo Betancourt in Maria Maria

### Programmi televisivi
- Gordon Ramsay in Hell's Kitchen (st 1-4)

### Animazione
- Rock in Ken il guerriero
- Rei, narratore (2ª voce) in Ken il Guerriero - Il film
- Dewey Largo ne I Simpson
- Pop Fizz in Skylanders Academy
- Prendo (parte parlata) in Nightmare Before Christmas